# Christianity: A History
Christianity: A History é uma série de 8 episódios produzida em pela Pioneer Productions para a emissora britânica Channel 4. Os episódios, cada um com um diferente apresentador, apresentam visões pessoais sobre temas relacionados ao Cristianismo, como o surgimento da religião na Palestina, sua evolução durante o Império Romano, as Cruzadas, a Reforma Inglesa, a disseminação colonial, o Iluminismo e os impactos da ciências e das visões do século 21. Não deve ser confundida com a série em seis episódios da BBC: A History of Christianity.